# Fran Bošnjaković
Fran (Franjo) Bošnjaković (Zágráb, Horvát Királyság, 1902. január 12. – Stuttgart, Németország, 1993. október 1.) horvát gépészmérnök, fizikus, több műszaki egyetem tanára, akadémikus, aki munkásságát elsősorban a műszaki hőtan, a hőközlés, termodinamika és hőenergetika szakterületén fejtette ki. A hőcserélők elméletét kutatva kidolgozta a mérnöki méretezésekben máig használatos hőcserélő-hatásosság fogalmát, és azt ezt leíró Bošnjaković-féle Ψ tényezőt.

## Élete

### Származása, iskolái
Az Osztrák–Magyar Monarchiához tartozó Horvátország fővárosában, Zágrábban született. Apja, Srećko Bošnjaković  (1865–1907) kémikus, vegyipari vállalkozó volt. A fiú 1919-től hajóépítést és gépszerkesztést tanult a Zágrábi Műszaki Főiskolán. Mesterei közül megemlítendő az ukrán-orosz Sztepan Timosenko (1878–1972), az alkalmazott mechanika tudósa és a horvát Leopold Sorta (1891–1956) hajóépítő mérnök, egyetemi tanár, a gépészeti laboratórium vezetője.
1922-ben átment a Drezdai Műszaki Főiskolára, ahol kiváló tanárok működtek, köztük Leopold Carl Friedrich Merkel gépészmérnök (1892–1929), az elméleti és kísérleti termodinamika tudós kutatója.

### Egyetemi pályája
1926-ban hazatért szülővárosába, 1926–1928 között a Zágrábi Műszaki Főiskolán dolgozott tanársegédként. 1928-ban a Drezdai Műszaki Főiskolán műszaki doktorátust (Dr.-Ing.) szerzett. Doktori értekezésének címe „Tüzelőanyag-vizsgálat bombával, feszmérővel és Orsat-készülékkel” (Brennstoffanalyse mit Bombe, Manometer und Orsat-Apparat). 1928–1933 között Richard Mollier mellett dolgozott tudományos munkatársként, eközben 1931-ben megszerezte a habilitált doktori címet „Anyagtranszport- és hőcserefolyamat gőz és folyadék között” (Stoff- und Wärmeaustausch zwischen Dampf und Flüssigkeit) című értekezésével, ekkor az egyetem magántanárává (Privatdozent) nevezték ki.
1933-ban, Hitler hatalomra jutásával a jugoszláv állampolgárságú Bošnjaković helyzete tarthatatlanná vált. 1934-ben hazatért a Jugoszláv Királyságba, a Belgrádi Egyetemen ideiglenes (interim) tanári kinevezést kapott. 1936-ban meghívták a Zágrábi Egyetemre rendes tanárnak. 1935-ben Drezdában megjelent Technische Thermodynamik című monográfiája, a mérnöki termodonamika alapvető szakkönyve, amely a következő évtizedekben több javított kiadásban jelent meg Németországban, rövidesen lefordították angol (Technical Thermodynamics) és orosz nyelvre (Tyehnyicseszkaja tyermogyinamika), később horvát és más nyelvekre is.
1935-ben Belgrádban feleségül vette régi barátnőjét, Zlata Luburićot. Két fiuk született: ifj. Srećko Bošnjaković mérnök (1937–2014) és Branko Bošnjaković (*1939) fizikus, környezetkutató.
1942–1945 között a Horvát Mérnökegyesület elnöke volt. 1945-ben a jugoszláv kommunista hatalom koholt vádakkal letartóztatta és két évi kényszermunkára küldte. 1947 tavaszán rehabilitálták. Az 1951–52-es tanévben kinevezték a Zágrábi Egyetem rektorává. Nem titkolta ellenszenvét a regnáló hatalommal szemben, bemutatkozó beszéde hatalmas botrányt okozott.
1953-ban elfogadta a Braunschweigi Műszaki Főiskola meghívását,  ahol rendes egyetemi tanári minőségben kinevezték Ernst Schmidt professzor utódjává, a Hőtani Tanszék vezetőjévé és a Hőtechnikai Intézet és Gépészeti Laboratórium (Wärmetechnisches Institut und Maschinenlaboratorium) igazgatójává. A Német Mérnökegyesület (VDI) a hőtani kutatások bizottságának elnökévé választották.
1961–1968 között a Stuttgarti Műszaki Főiskolán (1967-től a Stuttgarti Egyetemen) a termodinamika (műszaki hőtan) tanszékvezető tanára volt. A Braunschweigi Egyetemről több ottani kollégája is követte Stuttgartba, így Wolfgang Springe (1925–1996), Klaus Winkler (*1930) és Klaus-Jürgen Mundo (1929–2016). Tanszékéhez később további fiatal munkatársak csatlakoztak, így Tarit Kumar Bose (*1938), Klaus Penski (*1931), Johann Algermissen (1928–2007), Hans Beer (*1932) és Karl-Friedrich Knoche (1933–2016) mérnökök.
1961. április 1-jén Bošnjaković professzor megalapította a Stuttgarti Egyetem Repülőgéphajtóművek Termodinamikája Intézetét, mely először egy hatalmas faépületben kapott helyet. Ennek is intézetvezető tanára volt 1968-as nyugdíjba vonulásáig. Szakcsoportokat alakított az irreverzibilis termodinamika, az anyagtranszport és termokinetika, a hősugárzás és a plazmatechnika, valamint a hőközlés (hőátvitel) tanulmányozására. Nyugállományban még több éven át vendégtanárként működött amerikai és nyugat-európai egyetemeken. 1993-ban hunyt el Stuttgartban.

### Energetikai tudományos munkássága
Franjo Bošnjaković professzor a termodinamika egyik világszerte elismert szakértője volt. Rendes tagjává fogadta őt a heidelbergi és velencei tudományos akadémia, és a Braunschweigi Tudományos Társaság. 1991-ben, Jugoszlávia felbomlása és Horvátország függetlenségének kimondása után a Horvát Tudományos és Művészeti Akadémia levelező tagjává választotta. Megkapta a Német Mérnökegyesület (VDI) Grashof-emlékérmét, továbbá kitüntették az Olasz Hőtechnikai Szövetség (Associatione Thermotechnica Italiana) és a Francia Tüzelőanyag- és Energia-Intézet (Institut français des combustibles et de l’énergie) aranyérémével.
Az égési folyamatok és a tüzelőanyag-technológiai jellemzők területén Bošnjaković professzor nagy elődeinek, Rudolf Planknak, Mollier-nak és Adolph Nägelnek munkáját vitte tovább. Vizsgálta a folyadékok forrásának folyamatát, a gőzbuborékok keletkezésének intenzitását, a buborékok növekedésének és felszállási sebességének értékeit. Még az 1920-as években Merkel professzorral együtt vizsgálta a kétkomponensű keverékek viselkedését.
1938 után, az angol G. H. Bryan-hez hasonlóan Bošnjaković is kiemelt jelentőséget tulajdonított a „hozzáférhető energia” vizsgálatára. Számos kísérlettel bizonyította a hőenergia mechanikai munkává átalakítható részének (később keletkezett nevén az exergiának) kulcsszerepét az alkalmazott műszaki eljárások energetikai mérlegében. Zucker és H. Schaper szerint Bošnjaković 1938-ban publikált Kampf den Nichtumkehrbarkeiten („Küzdelem a  visszafordíthatatlanságok ellen”) című szakcikke indította el az exergetika tudományos kutatását.
1953-ban Bošnjaković egykori rabtársa, Zoran Rant gépészmérnök, aki egyébként a Solvay-eljáráson dolgozott, kiterjesztette ezt a koncepciót, és bevezette az exergia (munkavégzésre alkalmas energiahányad) és az anergia (vissza nem fordítható, nem hasznosítható energiahányad) fogalmait. Ezek révén a termodinamika második főtétele szabatosabban megfogalmazható.
A Braunschweigi Egyetemen Bošnjaković kutatta a többkomponensű keverékek termodinamikáját, ezek viselkedését grafikus állapotábrákra (állapot-diagramokra) vitte fel. A többkomponensű keverékekkel kapcsolatos eredményeit többek között az abszorpciós hűtőgépek fejlesztésében hasznosították. Foglalkozott plazmafizikával is.

### A Bošnjaković-féle Ψ tényező

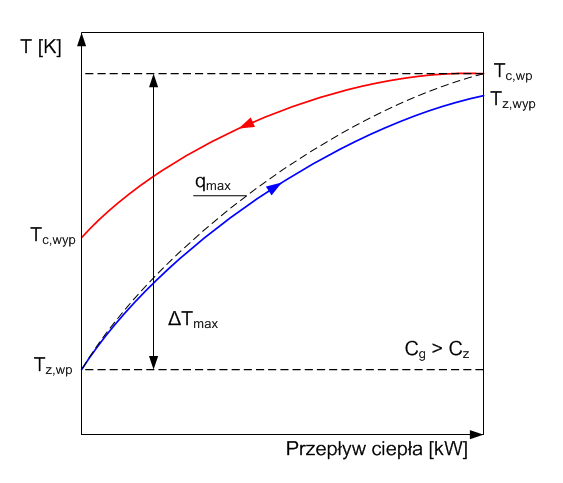
Ellenáramú hőcserélő jelleggörbéje az elméleti maximális hőfokkülönbséggel és a gyakorlatban kialakuló hőmérséklet-görbékkel

A hőcserélők méretezésére, a bennük zajló termodinamikai folyamatok számítására több műszaki matematikai módszer kínálkozik. Legismertebb a logaritmikus közepes hőmérséklet-különbség alapján történő számítás. Ehelyett (emellett) Bošnjaković bevezette a hőcserélő-hatásosság fogalmát, és az ezen alapuló méretezési módszert. A hőcserélő-hatásosságot számszerűen leíró dimenziótlan tényezőt kidolgozójáról Bošnjaković-féle tényezőnek nevezik és Ψ betűvel jelölik. A Bošnjaković-féle Ψ tényező a kisebb hőkapacitás-áramú közeg hőmérséklet-változásából és a hőcserében részt vevő két közegáram belépési hőmérsékleteinek különbségéből képzett hányados. A Ψ tényező felírható az ún. átviteli hányados (angolul „Number of Transfer Units, NTU”) és a két közeg hőkapacitásáram-arányának (jele Rc) szorzataként is.
A Ψ tényező 0…1 közötti értékű lehet, és azt mutatja meg, a hőcserélőben elvileg lehetséges maximális hőmennyiség-átadásnak mekkora hányada valósul meg a gyakorlatban, az adott belépő termodinamikai értékek (közegáramok, hőmérsékletek) és a hőcserélő konstrukciós kialakításától függően. (A hőcserélő konstrukciós kialakítása, a közegáramok elrendezése lehet tisztán egyenáramú, tisztán ellenáramú, tisztán keresztáramú, illetve ezek átmenetei). A Ψ tényező meghatározása után – iterációs számítással – meghatározható a belépő feltételekkel megadott hőcsere-igény kielégítéséhez szükséges hőcserélő-felület nagysága.

## Vendégprofesszori meghívásai
- University of Minnesota, Minneapolis, USA
- University of Notre Dame, Indiana, USA
- University of Alabama in Huntsville (1968–69), Tuscaloosa, Alabama, USA
- Delfti Egyetem (TH Delft), Hollandia
- Universidad Nacional de la Plata, Buenos Aires, Argentína

## Akadémiai tagságai
- Instituto Veneto di Scienze, Lettere ed Arti, Velence
- 1969-től: Heidelberger Akademie der Wissenschaften, Heidelberg
- 1940-től: Jugoszláv Tudományos és Művészeti Akadémia
- 1991-től: Horvát tudományos és Művészeti Akadémia (HAZU), Zágráb

## Kitüntetései
- a Zágrábi Egyetem díszdoktori címe,
- az aacheni Rajna-Vesztfáliai Műszaki Egyetem (RWTH) díszdoktori címe
- a Német Mérnökegyesület Grashof-emlékérme
- a padovai Associazione Termotecnica Italiana ATI) aranyérme
- a párizsi Institut français des combustibles et de l’énergie (IFCE) aranyérme

Ammónia-víz elegy fagyási görbéje Merkel–Bošnjaković abszorpciós hűtőgépek számításairól szóló könyvéből (1930)

## Művei

### Tankönyvei
A budapesti BME-OMIKK könyvtárban fellelhető tankönyvei:
- Technische Thermodynamik, 1948, Steinkopff, Dresden-Leipzig
- (H. Franke, A. Ehrhardt társszerzőkkel): Grundlagen des Maschinenbaues, A-Z, 1960, Deutsche Verlags-Anstalt, Stuttgart
- (A. Kuhlenkamp, H. Franke, A. Ehrhardt társszerzővel): Maschinenbau Grundlagen, 1971, Rowohlt, Reinbek bei Hamburg
- Technische Thermodynamik, 1972, Steinkopff, Dresden
- (U. Renz, P. Burow társszerzőkkel): Mollier Enthalpie-Entropie-Diagramm für Wasser, Dampf und Eis von 0,000 01-30000 bar und von -60 bis 1400 Celsius, 1974, Zagreb

### Közleményei
- Verdampfung und Flüssigkeitsüberhitzung; 1930
- (F. Merkel társszerzővel): Diagramme und Tabellen zur Berechnung der Absorptions-Kältemaschinen; 1930
- Kampf den Nichtumkehrbarkeiten; In: Archiv für Wärmewirtschaft und Dampfkesselwesen. Zeitschrift für Energiewirtschaft, Band 19; 1938
- (Karl Schiebl főmérnök, Nienburg an der Saale társszerzővel): Wärmewirtschaft in der Zuckerindustrie; 1939
- Güte von Wärmeanlagen und die Leistungsregeln; 1939
- (M. Viličić és B. Slipčević társszerzőkkel): Einheitliche Berechnung von Rekuperatoren; 1951
- Maschinenbau, 3 kötetben
- (K.F. Knoche társszerzővel): Technische Thermodynamik; 2 kötetben[9]
- Nauka o toplini, svezak prvi, drugi i treći
- (U. Renz, P. Burow társszerzőkkel): Mollier Enthalpy, Entropy Diagram of Water; 1970
- Zur Thermodynamik des Sonnenkollektors; 1981
- Wärmediagramme für Vergasung, Verbrennung und Rußbildung